# カレン・ハッケラップ
カレン・ハッケラップ（デンマーク語: Karen Hækkerup、1974年6月12日 - ）はデンマークの女性政治家。フォルケティング議員、社会・統合大臣、食糧・農業大臣、法務大臣を務めた。

## 来歴
教師と心理学者の娘として生まれた。15歳になる1週間ほど前に天安門事件が起こり、強い影響を受け、政治の道を目指した。1994年から1995年までオーデンセ大学で歴史を学ぶ。1995年にコペンハーゲン大学に入り、2000年に政治学の学士を修得。
2005年2月に社会民主党から出馬し、初当選。
2011年10月の第1次トーニング＝シュミット内閣で社会・統合大臣として初入閣。2013年8月の内閣改造で食糧・農業大臣に就くも、モルテン・ボツコフ法務大臣が辞任したため、食糧・農業相を退き、法相にスライドした。第2次トーニング＝シュミット内閣でも法相に留任。
2014年10月にフォルケティング議員を辞職し、デンマークの農業団体である農業&食品の取締役（ディレクター）に就いた。

## 政策・主張
- 子どもが暴力、強姦、育児放棄にさらさるた場合の支援と治療をするため、各地域に1つは児童養護施設を設けるようにした[3]。